# Sarcodexiopsis annae
Sarcodexiopsis annae är en tvåvingeart som först beskrevs av Carroll William Dodge 1965.  Sarcodexiopsis annae ingår i släktet Sarcodexiopsis och familjen köttflugor. Inga underarter finns listade i Catalogue of Life.